# Mons Rümker

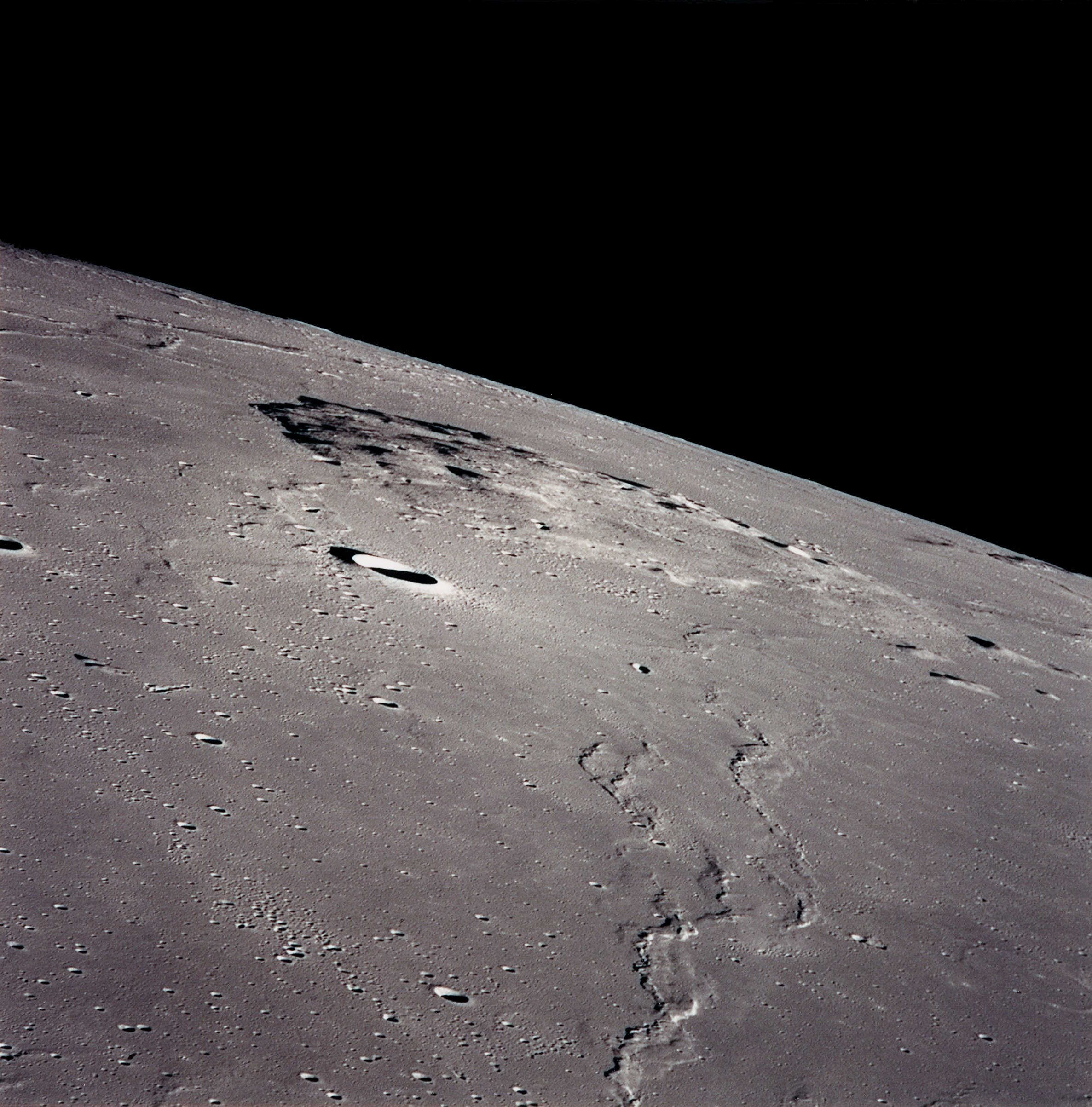
Mons Rümker (snímek z Apolla 15)

Mons Rümker je osamocený komplex lunárních dómů (dřívějších vulkánů-štítových sopek) v severní části Oceánu bouří (Oceanus Procellarum) na přivrácené straně Měsíce. Leží na ploše o průměru cca 70 km, střední selenografické souřadnice jsou 40,8° S a 58,4° V. Formace obsahuje 30 dómů, z nichž některé mají na vrcholu malý kráter. Je to nejrozsáhlejší komplex lunárních dómů na povrchu Měsíce.

## Název
Komplex dómů je pojmenován po německém astronomovi Carlu Ludwigovi Christianu Rümkerovi.